# ویزنهام ال سینتز
ویزنهام ال سینتز (به انگلیسی: Weasenham All Saints) یک روستا و محله مدنی در بریتانیا است که در Breckland District واقع شده‌است. ویزنهام ال سینتز ۸٫۱۶ کیلومتر مربع مساحت و ۲۲۳ نفر جمعیت دارد.